# فيليس روبنسون
فيليس روبنسون (بالإنجليزية: Phyllis Robinson)‏ هي شاعرة أمريكية، ولدت في 22 أكتوبر 1921 في نيويورك في الولايات المتحدة، وتوفيت في 31 ديسمبر 2010.

## وصلات خارجية
- فيليس روبنسون على موقع قاعدة بيانات برودواي على الإنترنت (الإنجليزية)